# 烏克蘭地理

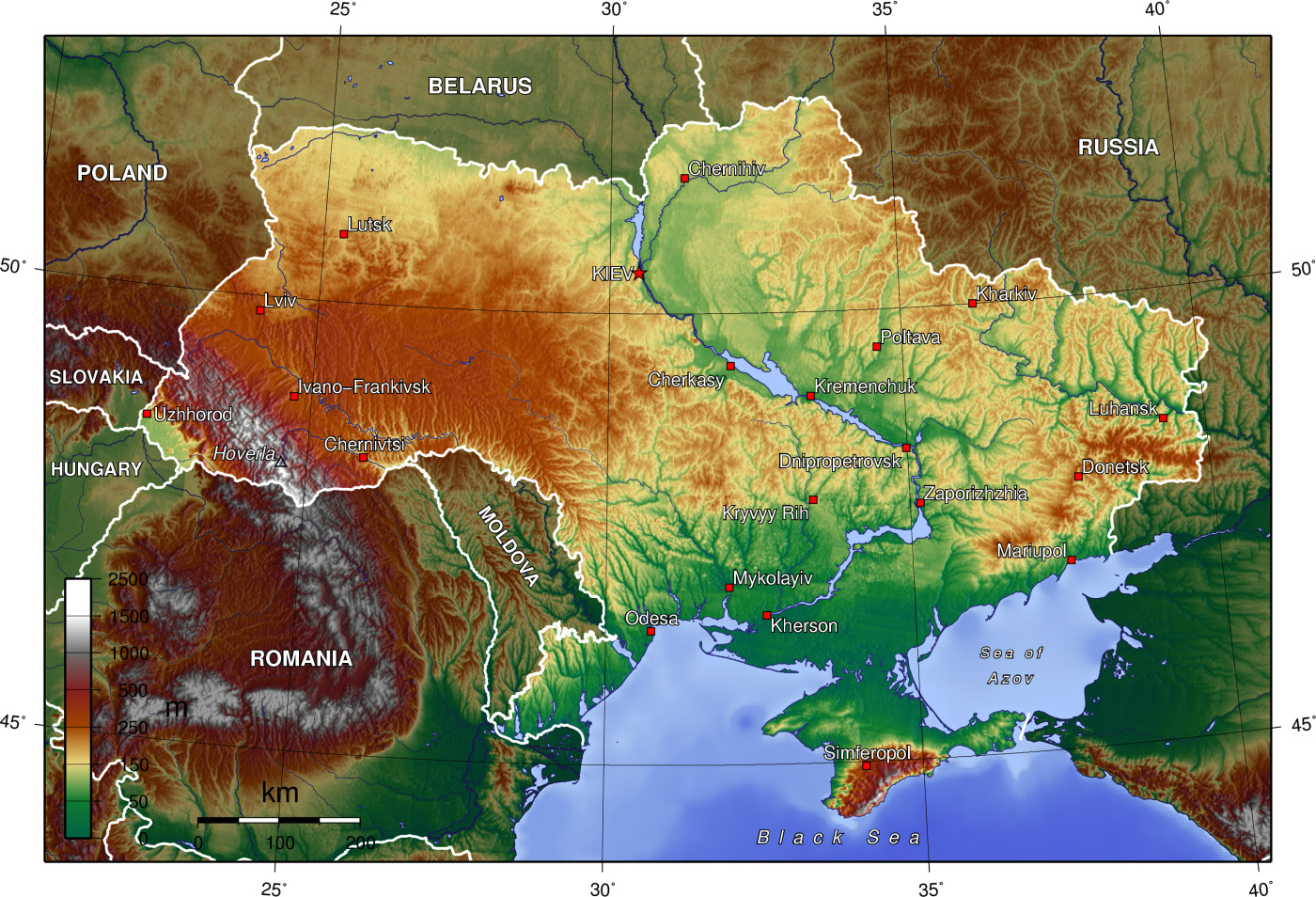
地形圖

烏克蘭位於歐洲東部，是歐洲面積第二大的國家，國土面積603,700平方公里。北面與白俄羅斯毗鄰，西與波蘭﹑斯洛伐克和匈牙利相連，南靠摩爾多瓦和羅馬尼亞，東與俄羅斯銜接。境內多為平原和丘陵。
西部为沃伦丘陵、波多利斯克丘陵和第聂伯丘陵；东南部为顿涅茨山和亚速海沿岸丘陵；北部为波列西耶低地；中部为第聂伯低地，南部为黑海低地；西南部有喀尔巴阡山，最高峰海拔2,061米；南部边缘为克里木山地，最高峰海拔1,545米。山地主要集中在西部的喀爾巴阡山。亞速海附近也有高地。第聶伯河由北至南流入黑海，橫穿烏克蘭中部。烏克蘭境内有23,000条河流，其中河长100公里以上的有110条，大多數水系都流往黑海和亞速海。
土地利用方面，60%為耕地，13%為牧地，18%為森林，9%為其他用途。主要天然資源包括：鐵礦、煤礦、鎂、天然氣、石油等。
烏克蘭的氣候主要為大陸性，只有南面的克里木半島呈地中海氣候。雨量集中在西部和北部。